# Stazione di Wörgl Centrale
La stazione di Wörgl Centrale (in tedesco: Wörgl Hauptbahnhof, in forma abbreviata: Wörgl Hbf) è la stazione ferroviaria centrale di Wörgl, Austria.